# ビル・ブコビッチ
ビル・ブコビッチ（Bill Vukovich、1918年12月13日 - 1955年5月30日）は、アメリカ合衆国のレーシングドライバー。1953年・1954年のインディ500覇者。

## 経歴
セルビア系移民の子。インディを走り始める前はミジェットカー・レースに参戦しており、1945年・1946年にはタイトルを獲得。他にも、勝利を多く挙げている。

### インディ500
1951年にインディ500に初参戦するが、この際は予選20位からリタイヤと、見せ場無く終わった。翌1952年はファステストラップ（以下：FL）を記録し、終盤までトップを走行。しかしステアリングが故障し、結果的には17位となった。
1953年はポールポジションからスタートし、決勝でもFLをマークしての優勝。前年に目前で逃げた勝利を、圧倒的な成績で掴んだ。更に1954年も優勝、1939年・1940年のウィルバー・ショウ、1947年・1948年のマウリ・ローズに続く3例目の連覇を達成した。

#### 事故死
1955年、開催前の話題は「ブコビッチは3連覇出来るのか」に集まっていた。しかしこの年のレースにおいて、ブコビッチは連勝だけでなく、人生そのものをストップさせてしまうこととなる。
この年予選5位からスタートしたブコビッチは、その後順位を上げトップに浮上していた。しかし、56周目に周回遅れの2台が多重事故を起こし、パーツが散乱。そこへブコビッチと周回遅れのジョニー・ボイドが同時に差し掛かり、2台は同じ回避ラインを取ってしまう。
結果、ブコビッチのマシンはボイドのマシンに乗り上げ宙を舞い、コース外へ。縦に数回転しながら前進して停止し、火を噴いた。この事故によりブコビッチは即死。36歳だった。

## 補足
- インディに参戦した5年間の総周回のうち、71.6％の周でラップリーダーを記録している。
- 息子のビル・ブコビッチJr、孫のビル・ブコビッチ3世もレーシングドライバーだった。Jrは1968年、3世は1988年にインディ500でルーキー・オブ・ザ・イヤーを獲得している。3世は1990年11月24日にカリフォルニア州ベーカーズフィールドで行われたスプリントカー・レースで祖父とまったく同じ状況の事故で死亡している。
- ブコビッチが参戦していた当時、インディ500は形式的にF1に組み込まれていた。F1出走歴はこの結果によるもので、実質的にはF1を走っていない。
- 2022年現在に至るまで、インディ500で3連覇したドライバーは誕生していない。

## F1での年度別成績
| 年     | 所属チーム                                         | シャシー   | 1   | 2      | 3       | 4   | 5   | 6   | 7   | 8   | 9   | WDC       | ポイント |
| ------ | -------------------------------------------------- | ---------- | --- | ------ | ------- | --- | --- | --- | --- | --- | --- | --------- | -------- |
| 1950年 | マセラティ／I R C                                  | マセラティ | GBR | MON    | 500 DNQ | SUI | BEL | FRA | ITA |     |     | NC        | 0        |
| 1951年 | トレヴィス／セントラル・エクスキャヴァシング       | トレヴィス | SUI | 500 29 | BEL     | FRA | GBR | GER | ITA | ESP |     | NC (79位) | 0        |
| 1952年 | カーティス・クラフト／フューエル・インジェクション | KK500A     | SUI | 500 17 | BEL     | FRA | GBR | GER | NED | ITA |     | 22位      | 1        |
| 1953年 | カーティス・クラフト／フューエル・インジェクション | KK500A     | ARG | 500 1  | NED     | BEL | FRA | GBR | GER | SUI | ITA | 7位       | 9        |
| 1954年 | カーティス・クラフト／フューエル・インジェクション | KK500A     | ARG | 500 1  | BEL     | FRA | GBR | GER | SUI | ITA | ESP | 6位       | 8        |
| 1955年 | カーティス・クラフト／ホプキンス                   | KK500C     | ARG | MON    | 500 25  | BEL | NED | GBR | ITA |     |     | 25位      | 1        |

- 太字はポールポジション、斜字はファステストラップ。(key)